# 西海に花散れど
ミュージカル・ロマンス『西海に花散れど』（さいかいにはなちれど）は宝塚歌劇団のミュージカル作品。副題は「平資盛日記抄」。10場。
星組公演。
作・演出は菅沼潤。
併演作品は『ザ・レビューIII』。

## 物語
※宝塚歌劇100年史の宝塚大劇場公演を参考にした。
平家一門の一人で平清盛の孫、平資盛の恋物語を描いた作品。
彼は、血気盛んで豪放磊落、周囲の期待を一身に集める若者であった。資盛は七夕の宵に一人の姫君と恋に落ちるが、その姫君・左近は敵方・後白河法皇に宮仕えする女房だった。その後、源氏軍の勢いに押され太宰府、四国八島と落ちていく平家一門の人々。資盛の傍らに遊女の小雪の姿があった。

## 公演期間と公演場所
- 1985年8月8日 - 9月17日（新人公演：8月30日）　宝塚大劇場
- 1985年12月1日 - 12月27日（新人公演：12月17日）　東京宝塚劇場
- 1986年2月1日 - 2月10日　中日劇場

## スタッフ（宝塚・東京）
※氏名の後ろに「宝塚」、「東京」の文字がなければ両公演共通。
- 作曲・編曲：吉崎憲二
- 編曲・合唱指導：橋本和明
- 音楽指揮：岡田良機（宝塚）、大谷肇（東京）
- 振付：西川鯉右
- 装置：大橋泰弘
- 衣装：任田幾英、中川菊枝
- 照明：今井直次
- 小道具：上田特市
- 効果：扇野信夫
- 音響監督：松永浩志
- 演出助手：谷正純、日比野桃子
- 舞台進行：渡辺勝彦
- 製作担当：長谷山太刀夫（東京）
- 制作：久国高

## 配役

### 宝塚・東京
※氏名の後ろに「宝塚」、「東京」の文字がなければ両公演共通。
本公演
- 平資盛  - 峰さを理
- 左近 - 南風まい
- 小雪 - 湖条れいか
- 平有盛 - 日向薫
- 平忠房 - 紫苑ゆう
- 建礼門院  - 梓真弓
- 平宗盛 - 洋ゆり（宝塚）、一樹千尋（東京）
- 平知盛 - 一樹千尋（宝塚）、萬あきら（東京）
- 平維盛 - 新城まゆみ
- 平清経 - あづみれいか
- 平師盛 - 隼れん
- 二位の尼  - 葉山三千子
- 緒方維義 - 萬あきら（宝塚）、寿美夏子（東京）
- 平時忠 - 夏美よう
- 官女 - 花愛望都

新人公演
- 資盛 - 三城礼
- 小雪 - 洲悠花
- 左近 - 毬藻えり
- 有盛 - 大輝ゆう
- 忠房 - 燁明
- 維盛 - 千珠晄
- 清経 - 愛甲充
- 師盛 - 英真なおき

- 宗盛 - 泉つかさ

- 知盛 - 大都あすか
- 建礼門院 - 花愛望都

### 中日劇場
- 資盛 - 峰さを理
- 小雪 - 湖条れいか
- 左近 - 南風まい
- 有盛 - 日向薫
- 忠房 - 紫苑ゆう
- 建礼門院 - 藤京子
- 二位尼 - 葉山三千子
- 宗盛 - 一樹千尋
- 知盛 - 萬あきら
- 維盛 - 夏美よう

## 主な楽曲
- 愛の祈り
- 七夕の宵
- まえまえまいつぶろ
- その昔
- 別れたくない
- 面影を
- 大潮の